# Saujon
Saujon je zdraviliško naselje in občina v zahodnem francoskem departmaju Charente-Maritime regije Poitou-Charentes. Leta 2007 je naselje imelo 6.404 prebivalce.

## Geografija
Kraj leži v pokrajini Saintonge ob reki Seudre, 27 km jugozahodno od njenega središča Saintes.

## Uprava
Saujon je sedež istoimenskega kantona, v katerega so poleg njegove vključene še občine Balanzac, Le Chay, La Clisse, Corme-Écluse, Corme-Royal, Luchat, Médis, Nancras, Pisany, Sablonceaux, Saint-Romain-de-Benet in Thézac s 17.289 prebivalci.
Kanton Saujon je sestavni del okrožja Saintes.

## Zanimivosti
- cerkev sv. Janeza Krstnika iz druge polovice 17. stoletja.
- dvorec le château de Saujon iz sredine 17. stoletja, prenovljen v 19. stoletju,
- toplice, ustanovljene v 19. stoletju,
- luška kapitanija, klasicistična stavba iz druge polovice 19. stoletja, pristanišče Ribérou - začetek estuarija reke Seudre.

## Pobratena mesta
- Bosau (Schleswig-Holstein, Nemčija);